# ビリー・バーク (女優)
ビリー・バーク（Billie Burke, 1884年8月7日 - 1970年5月14日）は、ワシントンD.C.出身のアメリカ合衆国の女優。
ジュディ・ガーランド主演のミュージカル映画『オズの魔法使』（1939年）のグリンダ（北の良い魔女）役で知られる。また、ブロードウェイの興行王フローレンツ・ジーグフェルドの妻としても知られる。

## 生涯
1884年にサーカスの道化師だった父親の下に生まれ、サーカス団の巡業に伴い、米国内やヨーロッパを旅してまわる生活を送る。その後、家族でロンドンに落ち着き、18歳の時に舞台デビュー。
22歳の時にニューヨークに渡り、ブロードウェイデビュー。
1916年の映画『Peggy』の主演でハリウッドデビューし、映画女優としても成功するが、1921年の映画『The Education of Elizabeth』で女優を引退する。夫フローレンツ・ジーグフェルドが株への投資で莫大な利益を上げ、働く必要がなくなったからと言われている。
しかし、1929年のウォール街大暴落およびそれに伴う世界恐慌で夫が破産。バークは女優復帰を余儀なくされ、1932年の映画『愛の嗚咽』でハリウッドに復帰する。同作は彼女にとって初のトーキーであり、その撮影中に夫を亡くしている。
女優復帰後は映画のみならず、ラジオのパーソナリティを務めるなど精力的に活動する。
1938年の映画『Merrily We Live』で第11回アカデミー賞の助演女優賞にノミネートされる。
1950年代以降はテレビにもゲストで出演するようになるが、仕事は徐々に少なくなっていき、1960年に引退する。
1970年に老衰で死去。

## 人物
- ジーグフェルドの半生を描いた映画『巨星ジーグフェルド』（1936年）ではマーナ・ロイがバークを演じている。
- ハリウッド・ウォーク・オブ・フェームに映画分野で星を持っている。

## 主な出演作品

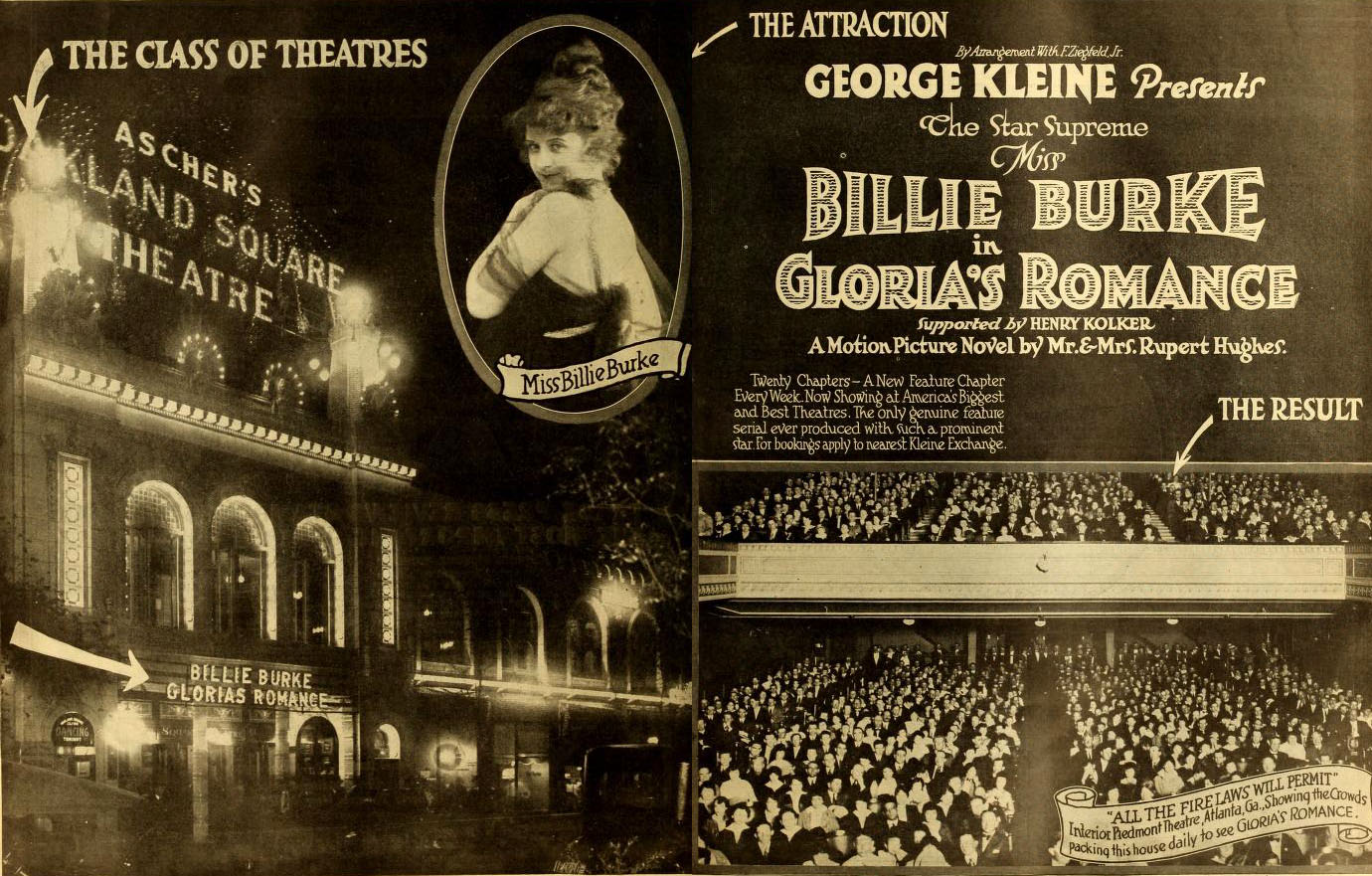
Gloria's Romance (1916)

| 公開年 | 邦題 原題                                               | 役名                           | 備考 |
| ------ | ------------------------------------------------------- | ------------------------------ | ---- |
| 1916   | グロリア物語 Gloria's Romance                           | グロリア・スタフォード         |      |
| 1918   | 三人ロミオ In Pursuit of Polly                          | ポリー・マースデン             |      |
| 1919   | おやおやアナベル Good Gracious, Annabelle               | アナベル・リー                 |      |
| 1919   | 結婚の渦巻き Sadie Love                                 | サディー・ラブ                 |      |
| 1919   | 亭主入用 Wanted: A Husband                              | アマンダ・ダーシー・コール     |      |
| 1920   | 花嫁の怪賊 Away Goes Prudence                           | プルーデンス・ソーン           |      |
| 1932   | 愛の嗚咽 A Bill of Divorcement                          | メグ（ヒラリーの妻）           |      |
| 1933   | 人生の高度計 Christopher Strong                         | レディ・ストロング             |      |
| 1933   | 晩餐八時 Dinner at Eight                                | ミリセント（オリヴァーの妻）   |      |
| 1933   | 昨日 Only Yesterday                                     | ジュリア・ウォレン             |      |
| 1934   | 結婚十分前 Forsaking All Others                         | ポーラ                         |      |
| 1935   | 或る夜の特ダネ After Office Hours                       | ノーウッド夫人                 |      |
| 1935   | 虚栄の市 Becky Sharp                                    | レディ・ベアクレス             |      |
| 1935   | モダン騎士道 She Couldn't Take It                       | ダニエル・ヴァン・ダイク夫人   |      |
| 1935   | 生活への道 Splendor                                     | クラリッサ                     |      |
| 1936   | 楽天伯爵 My American Wife                               | ロバート・カンティロン夫人     |      |
| 1936   | クレイグの妻 Craig's Wife                               | フレイザー夫人                 |      |
| 1937   | 恋の挽歌 Parnell                                        | クララ                         |      |
| 1937   | 天国漫歩 Topper                                         | トッパー夫人                   |      |
| 1937   | 花嫁は紅衣装 The Bride Wore Red                         | メイナ伯爵夫人                 |      |
| 1937   | 海の若人 Navy Blue and Gold                             | アリス・ゲイツ                 |      |
| 1938   | Merrily We Live                                         | キルボーン夫人                 |      |
| 1938   | 心の青春 The Young in Heart                             | マーミー                       |      |
| 1939   | オズの魔法使 The Wizard of Oz                           | グリンダ（北の良い魔女）       |      |
| 1939   | 永遠に貴方を Eternally Yours                            | アビー                         |      |
| 1940   | ダルシー Dulcy                                          | エレノア・フォーブス           |      |
| 1941   | 彼女はゴースト Topper Returns                           | トッパー夫人                   |      |
| 1942   | 晩餐に来た男 The Man Who Came to Dinner                 | アーネスト・スタンリー夫人     |      |
| 1942   | 追憶の女 In This Our Life                               | ラヴィニア・ティンバーレイク   |      |
| 1949   | ブロードウェイのバークレー夫妻 The Barkleys of Broadway | リヴィングストン・ベルネイ夫人 |      |
| 1950   | 花嫁の父 Father of the Bride                            | ドリス                         |      |
| 1951   | 可愛い配当 Father's Little Dividend                     | ドリス                         |      |
| 1953   | スモール・タウン・ガール Small Town Girl                | リヴィングストン夫人           |      |
| 1959   | 都会のジャングル The Young Philadelphians               | J・アーサー・アレン夫人        |      |
| 1960   | バファロー大隊 Sergeant Rutledge                        | コーデリア・フォスゲート       |      |
| 1960   | ペペ Pepe                                               | 本人                           |      |